# (8731) Tejima
(8731) Tejima – planetoida z pasa głównego asteroid okrążająca Słońce w ciągu 3 lat i 186 dni w średniej odległości 2,31 au. Została odkryta 19 listopada 1996 roku w obserwatorium astronomicznym w Ōizumi przez Takao Kobayashiego. Nazwa planetoidy pochodzi od Seiichi Tejimy (1849-1918), który przyczynił się do rozwoju Muzeum Narodowego Nauki Japonii, a założył szkołę zawodową dla dziewcząt. Przed nadaniem nazwy planetoida nosiła oznaczenie tymczasowe (8731) 1996 WY.